# موش حشره‌خوارشکل کوردیرا
موش حشره‌خوارشکل کوردیرا (نام علمی: Archboldomys kalinga) نام یک گونه از سرده موش‌های حشره‌خوارشکل کوه ایساروگ است.